# Джахангиров, Джахангир Ширгяшт оглы
Джахангир Ширгяшт оглы Джаханги́ров (азерб. Cahangir Şirgəşt oğlu Cahangirov; 1921—1992) — советский и азербайджанский композитор, дирижёр, хормейстер. Народный артист Азербайджанской ССР (1963). Лауреат Сталинской премии третьей степени (1950).

## Биография
Джахангир Джахангиров родился 20 июня 1921 года в бакинском посёлке Балаханы. Окончил музыкальную школу имени А. Зейналлы, а затем Азербайджанскую государственную консерваторию. В период с 1944 по 1960 годы Джахангиров руководил хором при комитете телерадиовещания Азербайджанской ССР. Большинство из написанных им песен были впервые исполнены именно руководимым им хором. После этого он был художественным руководителем ансамбля песни и танцев при Азербайджанской государственной филармонии. Умер 25 марта 1992 года. Похоронен на Аллее почётного захоронения в Баку.

## Произведения
Джахангир Джахангиров является автором целого ряда известных музыкальных произведений. Среди них такие как вокально-симфоническая поэма «По ту сторону Аракса» (1949), сюиты «Песня Дружбы» (1956), кантаты «Песня о дружбе» (1956), «Физули» (1959), «Насими» (1973), оратории «Сабир» (1962), «Гусейн Джавид — 59» (1984), «Великая победа» (1985) (посвящённой 40-й годовщине победы в Великой Отечественной войне), опер «Азад» (1957), «Судьба ханенде» (1978).
Кроме этого композитор написал музыку для фильмов «Кура неукротимая», «Кёроглы», «Непокорённый батальон» .

## Творчество
- оперы
  - «Азад» (1957)
  - «Судьба певца» (1979)
- симфоническая поэма «По ту сторону Аракса» (1949)
- сюиты
  - «Урожайная» (1947)
  - «Праздничная» (1950)
  - «Шествие» (1953)
  - «Дружба народов» (1954)
- кантата «Физули» (1959)
- оратория «Сабир» (1963)
- песня «Карабах» (звучит в конце фильма «Путешествие по Карабаху» (1968) в исполнении Шовкет Алекперовой)[3]

## Награды и премии
- Сталинская премия третьей степени (1950) — за симфоническую поэму «По ту сторону Аракса» (1949)
- Заслуженный деятель искусств Азербайджанской ССР (26.04.1958)
- Два ордена Трудового Красного Знамени (в том числе 09.06.1959)
- Народный артист Азербайджанской ССР (18.05.1963)
- Почётная грамота Президиума Верховного Совета Азербайджанской ССР (29.10.1971)[4]